# コマンダン・ブレゾン (通報艦)
コマンダン・ブレゾン（フランス語：Commandant Blaison, F 793）は、フランス海軍のデスティエンヌ・ドルヴ級通報艦13番艦。艦名は第二次世界大戦中、潜水艦「スルクフ」の艦長を務め殉職したジョルジュ＝ルイ・ニコラ・ブレゾン海軍中佐（Georges-Louis Nicolas Blaison）に由来する。

## 艦歴
「コマンダン・ブレゾン」は、DCNロリアン工廠で建造され1979年11月15日に起工、1981年3月7日に進水、1982年4月28日に就役する。
「コマンダン・ブレゾン」はラパリス（fr:Lapalisse）と命名都市の関係を結んでいる。「コマンダン・ブレゾン」はブレストに配備され海外領土や経済水域の警備の他に、潜水艦部隊の支援や法執行活動および救難を担当し海洋における諸任務に当たる。
1985年にニューカレドニアへ航海し、1991年の湾岸戦争に参加した。2000年2月にペルシャ湾においてアラブ首長国連邦と合同演習を実施、航空母艦「フォッシュ」などと共に動乱状態にあると想定されたアブダビを攻撃する訓練を実施した。2001年2月にダブリンを訪問し近海にてNATO各国軍と対潜戦演習を実施する。2001年8月にコートジボワールを訪問、2002年前半期にはDCNブレスト工廠において改修工事を受け、9月には第150合同任務部隊に参加するため紅海・アデン湾に向かう。
2007年8月22日、同年6月に襲撃されたデンマーク籍の貨物船「ダニカ・ホワイト」の乗組員の解放に伴い保護にあたっての支援活動を行なう。同年9月には「D645 ラ・モット＝ピケ」と共にインド海軍とヴァルナ07演習を実施する。2008年10月8日にブレストからインド洋に向けて出港し、第150合同任務部隊と合流し約4ヶ月間の任務にあたる。
2009年10月12日、北ヨーロッパ諸国訪問のためブレストを出港し、同月下旬にドイツ・キールに寄港し10日間の演習を実施、11月にラトビア・リガに寄港する。